# 山口県道222号小野田停車場線
山口県道222号小野田停車場線（やまぐちけんどう222ごう おのだていしゃじょうせん）は、山口県山陽小野田市を通る一般県道である。

## 概要
JR西日本山陽本線・小野田線 小野田駅から山口県道30号小野田美東線に至る。

### 路線データ
- 起点：山陽小野田市日の出3丁目（JR西日本山陽本線・小野田線 小野田駅前）
- 終点：山陽小野田市日の出3丁目（小野田駅前交差点、山口県道30号小野田美東線交点）

## 歴史
- 1968年（昭和43年）4月1日 - 山口県告示第252号により認定される。
- 1972年（昭和47年） - 山口県の県道番号再編により現行の路線番号に変更される。
- 2005年（平成17年）3月22日 - 小野田市と厚狭郡山陽町が対等合併して山陽小野田市が発足したことに伴い起終点の地名表記が変更される（小野田市日の出3丁目→山陽小野田市日の出3丁目）。

## 地理

### 通過する自治体
- 山口県
  - 山陽小野田市

### 交差する道路
| 交差する道路             | 交差する場所 | 交差する場所            |
| ------------------------ | ------------ | ----------------------- |
| 山口県道30号小野田美東線 | 日の出3丁目  | 小野田駅前交差点 / 終点 |

### 沿線
- JR西日本山陽本線・小野田線 小野田駅
- 山陽小野田警察署 小野田駅前交番